# خوليو هيريرا (دراج)
خوليو هيريرا (بالإسبانية: Julio Herrera)‏ هو دراج فنزويلي، ولد في 28 نوفمبر 1980.

## وصلات خارجية
- خوليو هيريرا على موقع أرشيف الدراجات (الإنجليزية)
- خوليو هيريرا على موقع إحصائيات الدراجات الإحترافية (الإنجليزية)